# Arena Civica
Die Arena Civica Gianni Brera, bekannt als die Arena Civica, ist eine Mehrzwecksportanlage in der italienischen Metropole Mailand, Region Lombardei, im Norden des Landes. Sie wurde 1807 als Amphitheater eröffnet, bevor sie 1870 an die Stadt Mailand übergeben wurde. Sie liegt nördlich des Castello Sforzesco im Parco Sempione. 
Im Jahr 2002 wurde die Arena posthum in Gedenken an Gianni Brera nach dem italienischen Sportjournalisten benannt.

## Geschichte
Im Jahr 1805 beauftragte Napoleon Bonaparte den Architekten Luigi Canonica mit dem Bau eines großen Bürgerhauses für Feste und Feierlichkeiten. Es sollte die Leere, die durch den Abriss der spanischen Befestigungsanlagen im Parco Sempione entstanden war, auffüllen.
Man entschied sich, das Gebäude in Form eines Amphitheaters zu erbauen. Canonica ließ sich dabei vom Circus des Maxentius inspirieren, der außerhalb von Rom an der Via Appia Antica liegt und noch heute eines der am besten erhaltenen römischen Bauwerke ist. Die Anlage wurde an der nordöstlichen Seite des Parco Sempione in einer elliptischen Form mit einer Länge von 238 Metern und einer Breite von 116 Metern erbaut. Sie konnte ca. 30.000 Zuschauer aufnehmen. Das war knapp ein Viertel der damaligen Mailänder Bevölkerung.
Für den Bau wurden die Steine aus dem Abriss der spanischen und österreichischen Befestigungsanlagen um das Castello Sforzesco sowie vom Viscontikastell in Trezzo sull’Adda verwendet, sodass das Bauwerk vollständig aus recycelten Steinen besteht.

## Eröffnung und nachfolgende Ereignisse
Das Amphitheater wurde nach nur zwei Jahren am 17. Dezember 1807 mit einer großen Naumachie in Anwesenheit Napoleons mit dem Namen Arena del Foro Bonaparte eröffnet. Bevor die Arena in den Besitz der Stadt Mailand gelangte, hieß sie Arena di Milano.
In der Cisalpinischen Republik sowie im Königreich Italien diente die Arena hauptsächlich als Schauplatz für Naumachien, Pferderennen und pyrotechnischen Spielen. Im 19. Jahrhundert wurde sie unter anderem für Partys, Zirkusshows (z. B. die Wild-West-Show des Buffalo-Bill-Circus) oder Ballonaufstiege genutzt. Für die Naumachien, die in der Arena ausgetragen wurden, wurde der Innenbereich der Arena mit Wasser aus dem Navigli geflutet. Die italienische Radsportmeisterschaft 1895 war die erste Veranstaltung einer modernen Sportart in der Arena.

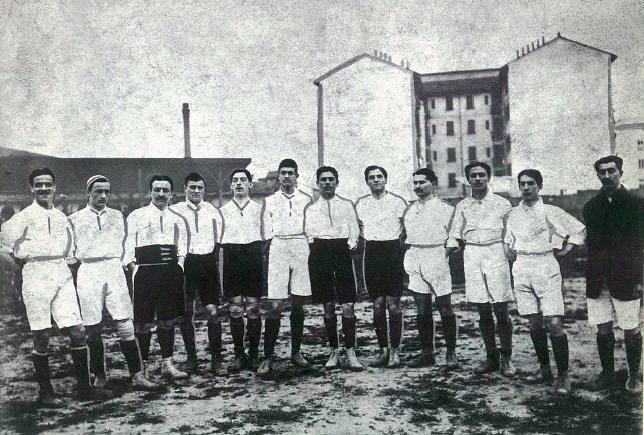
Die italienische Nationalmannschaft vor ihrem ersten Fußball-Länderspiel gegen Frankreich in der Arena (1910)

Am 30. Mai 1909 endete in der Arena der 1909 erstmals ausgetragene Giro d’Italia, und im Jahr 1910 fand das erste Spiel der italienischen Fußballnationalmannschaft gegen die französische Auswahl statt. Die Squadra Azzurra gewann mit 6:2.
Am 20. Mai 1923 gewann Erminio Spalla in der Arena den Box-Europameistertitel im Schwergewicht gegen den Niederländer Piet van der Veer.
Von 1930 bis 1947 trug Inter Mailand seine Heimspiele in der Arena Civica aus, ebenso der AC Mailand von Oktober 1941 bis Juni 1945. Grund dafür war der Zweite Weltkrieg, denn das San Siro war für die Rossoneri-Anhänger wegen der fehlenden Elektrizität nicht zu erreichen.
Im Dezember 1943 wurden in der Arena neun der im Gefängnis San Vittore festgehaltenen Antifaschisten als Repressalie für den von der Resistenza bei einem Attentat getöteten Mailänder Faschistenführer Aldo Resega hingerichtet. 1944 wurden nach dem Spiel AC Mailand gegen Juventus Turin 300 jugendliche Zuschauer von den Deutschen verhaftet und in Konzentrationslager nach Deutschland deportiert.
Wegen der durch den Bombenangriff auf Mailand am 13. September 1943 entstandenen Schäden wurde sie 1945 restauriert und erhielt die heutige Kapazität von 10.000 Plätzen.
Nach dem Zweiten Weltkrieg war die Arena mehrmals Austragungsort für internationale Leichtathletikwettbewerbe. Von 16 Leichtathletikrekorden, die in Mailand aufgestellt wurden, entstanden 12 in der Arena Civica. So stellte Luigi Beccali, der erste Italiener, der olympisches Gold gewinnen konnte, am 17. September 1933 den ersten Weltrekord in der Arena über 1500 Meter auf. Am 4. November desselben Jahres stellte er einen zweiten Weltrekord über 1000 Yards auf. Marcello Fiasconaro 1973 in der Arena in der Mailänder Nacht den neuen Weltrekord über 800 Meter auf, und Pietro Mennea besiegte 1977 den jamaikanischen Olympiasieger Don Quarrie über 200 Meter in Weltrekordzeit. Weitere Sportler, die einen Weltrekord in Mailand aufstellen konnten, sind: Adolfo Consolini (Diskusweitwurf, 1948), Armando Filiput (Hürdenlauf, 1950), Janusz Sidlo, Carlo Lievore (beide Speerweitwurf 1956 und 1961), Paola Pigni (5000 Meter, 1969), Pietro Mennea (200 Meter, 1972), Wladyslaw Kozakiewicz (Stabhochsprung) und Edwin Moses (400 Meter Hürden, beide 1980).
Von 2010 bis 2011 fanden in der Arena die Heimspiele der Amatori Milano, des traditionsreichen Mailänder Rugbyclubs, statt. Heute wird die Arena von den mailändischen Leichtathleten der Atletica Riccardi und der in der sechsthöchsten Klasse spielenden dritten Fußballmannschaft aus Mailand, Brera Calcio, genutzt. Der Verein wurde 2000 zu Ehren von Gianni Brera gegründet, nach dem die Arena benannt ist.

## Galerie

Abbild des ursprünglichen Amphitheaters
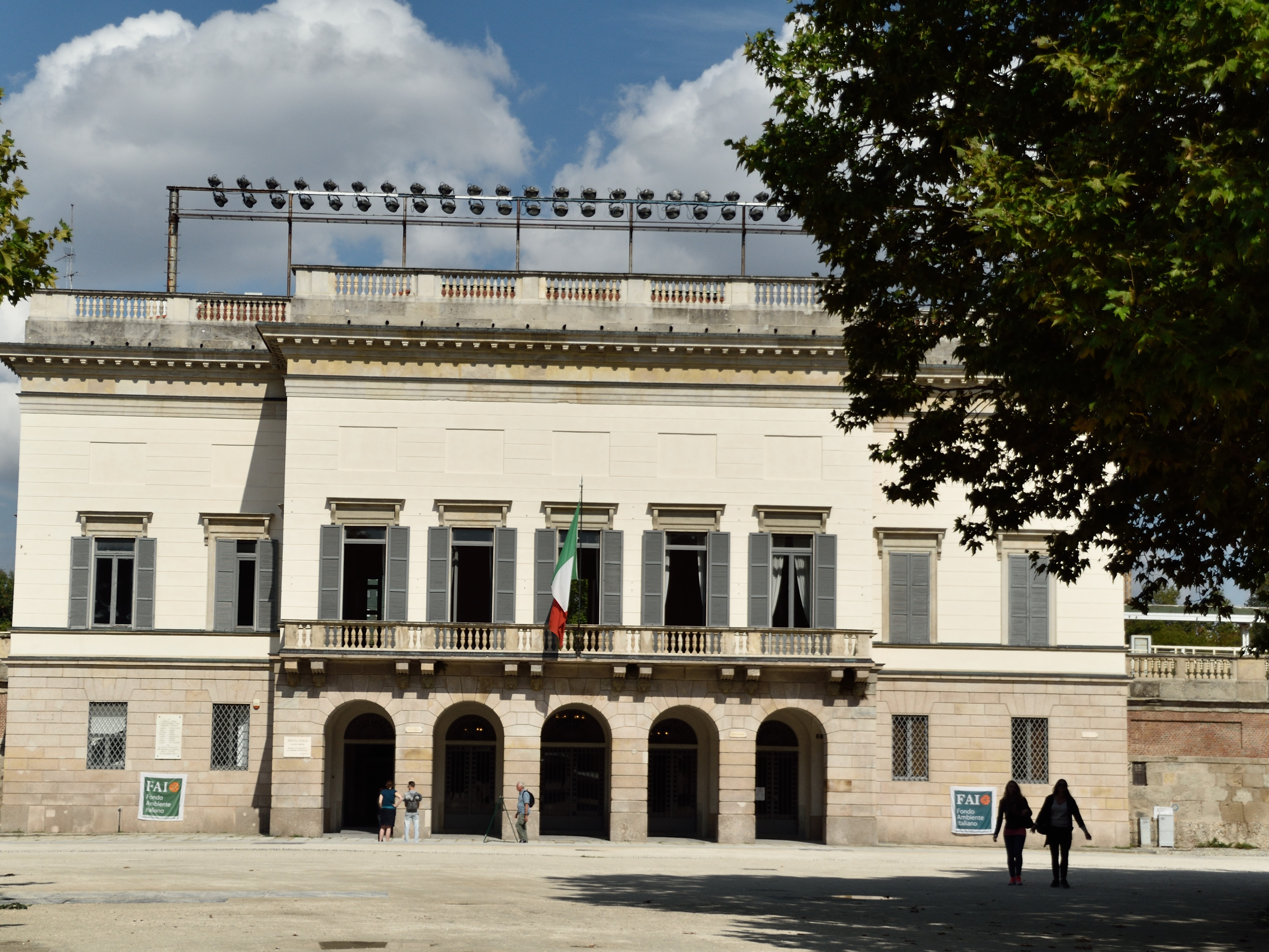
Arena Civica von der Viale Goethe aus im Parco Sempione
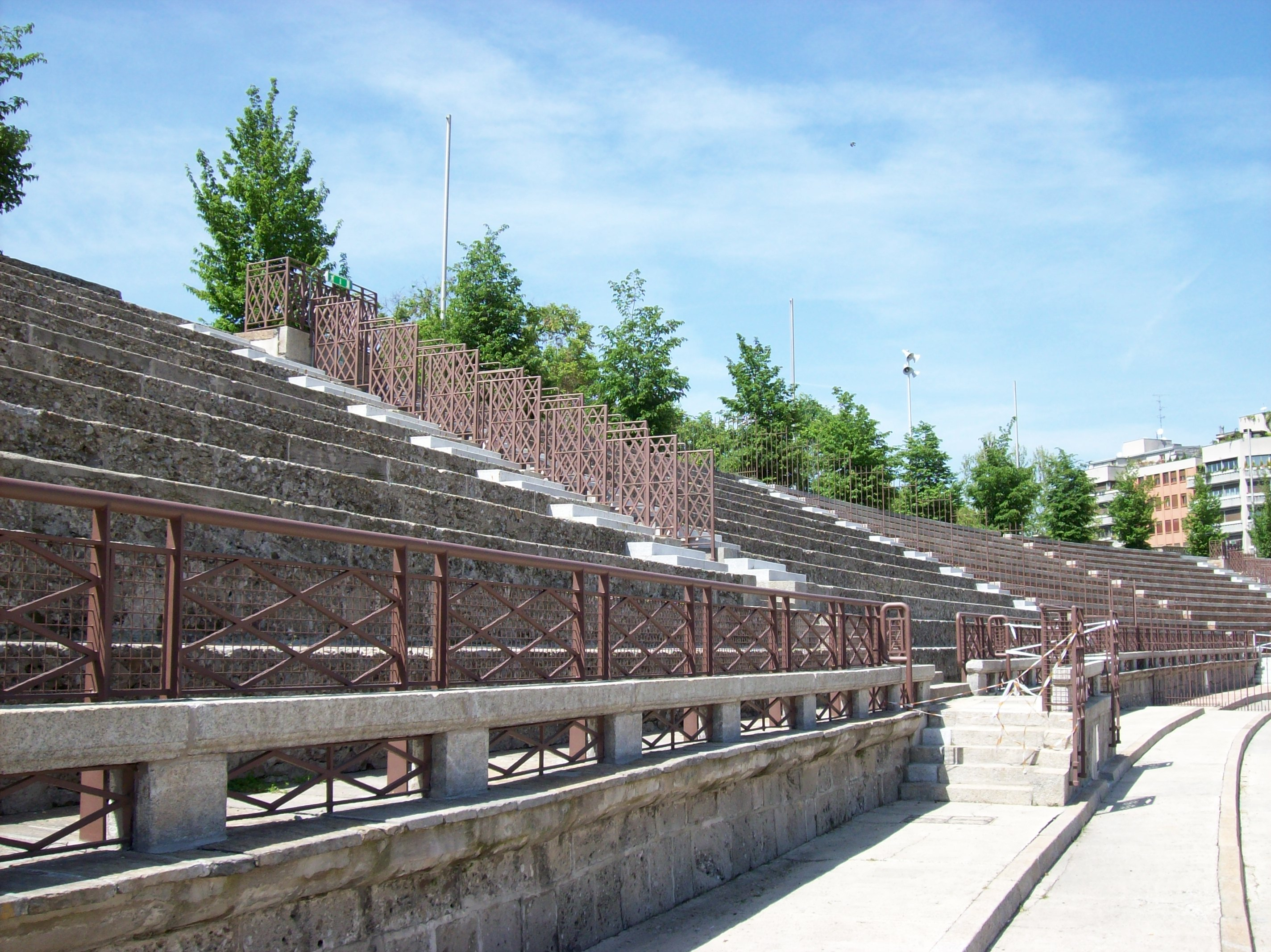
Tribüne der Arena Civica
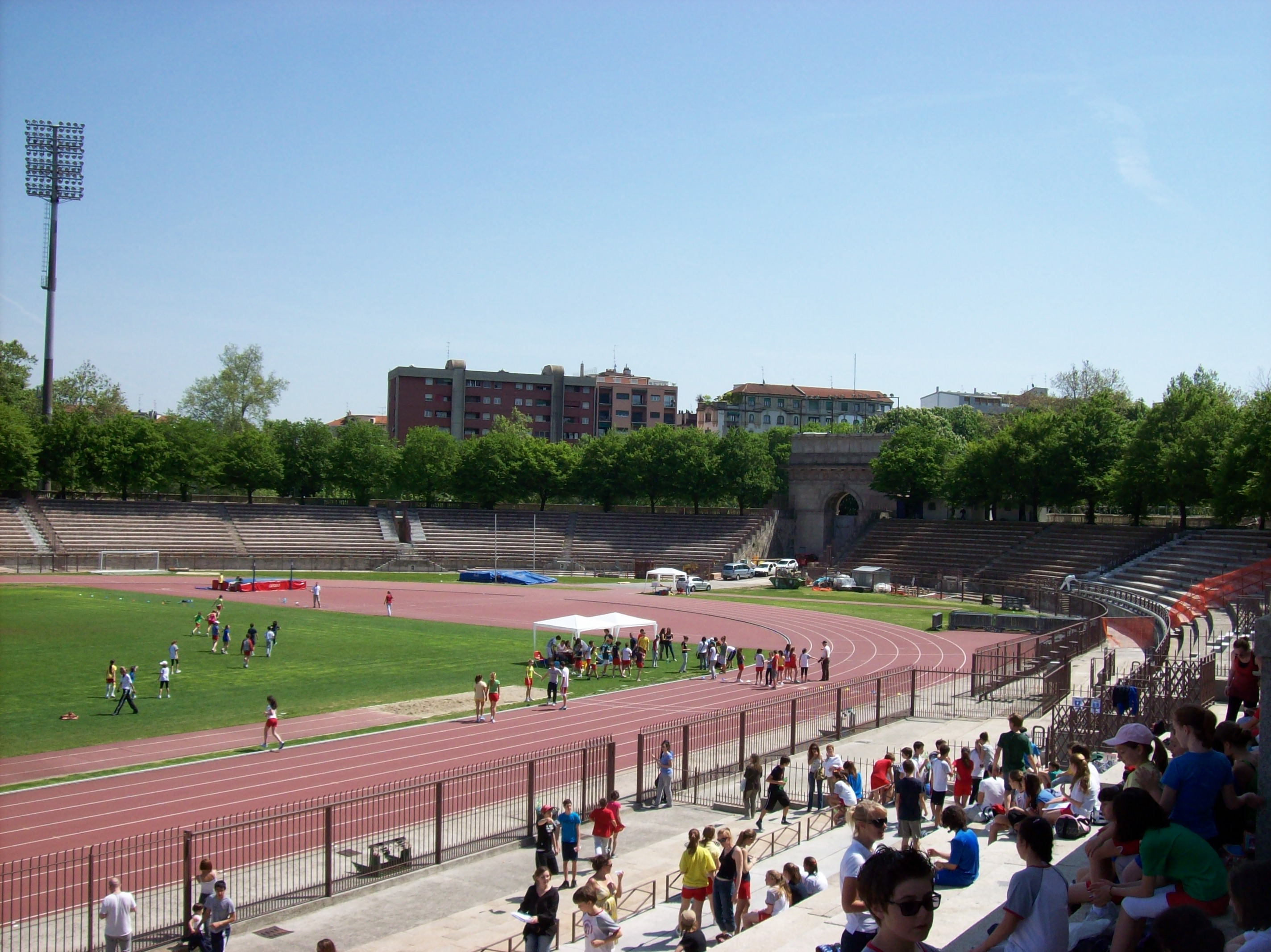
Blick in die Südkurve
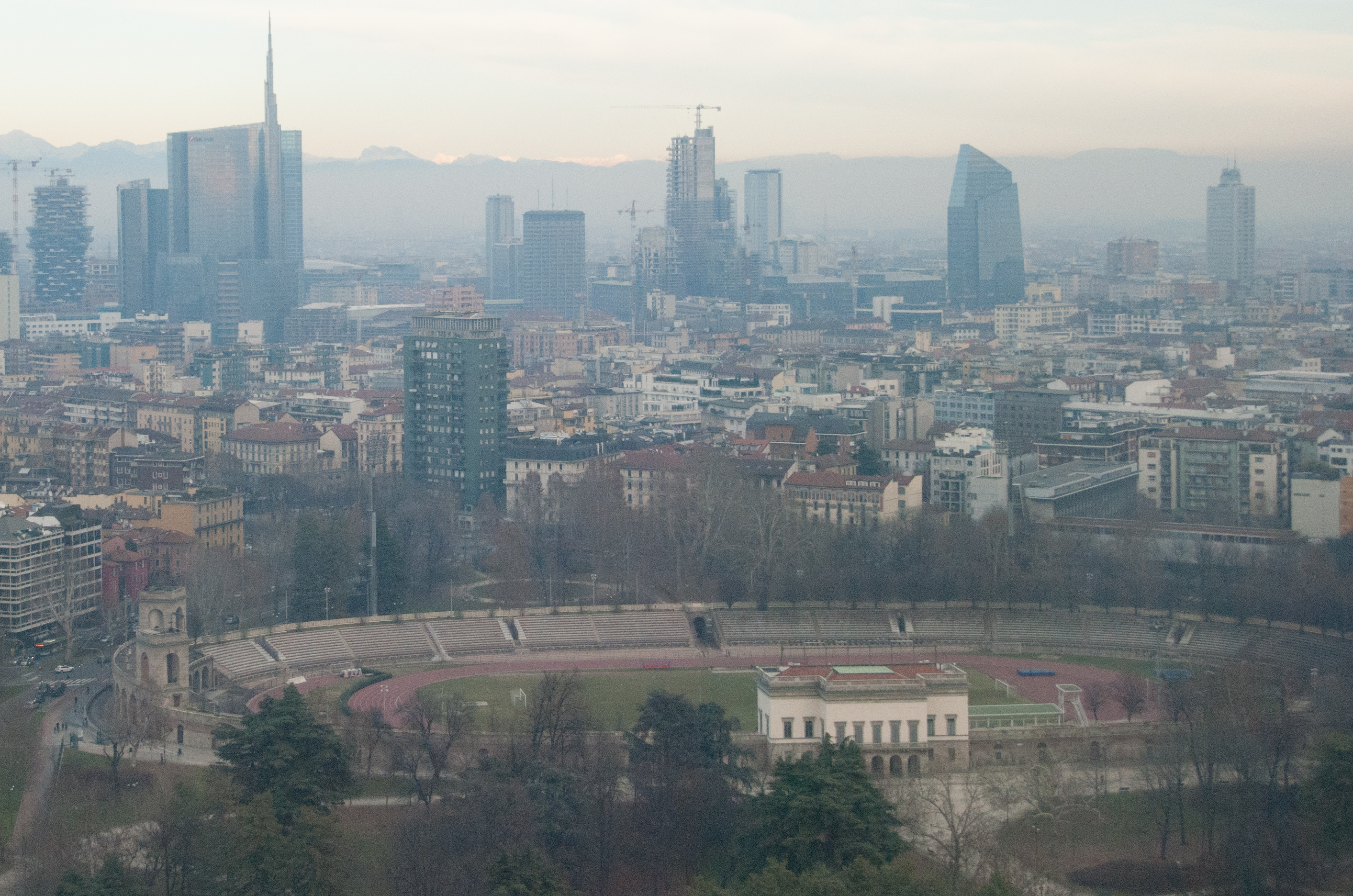
Arena Civica aus der Luft
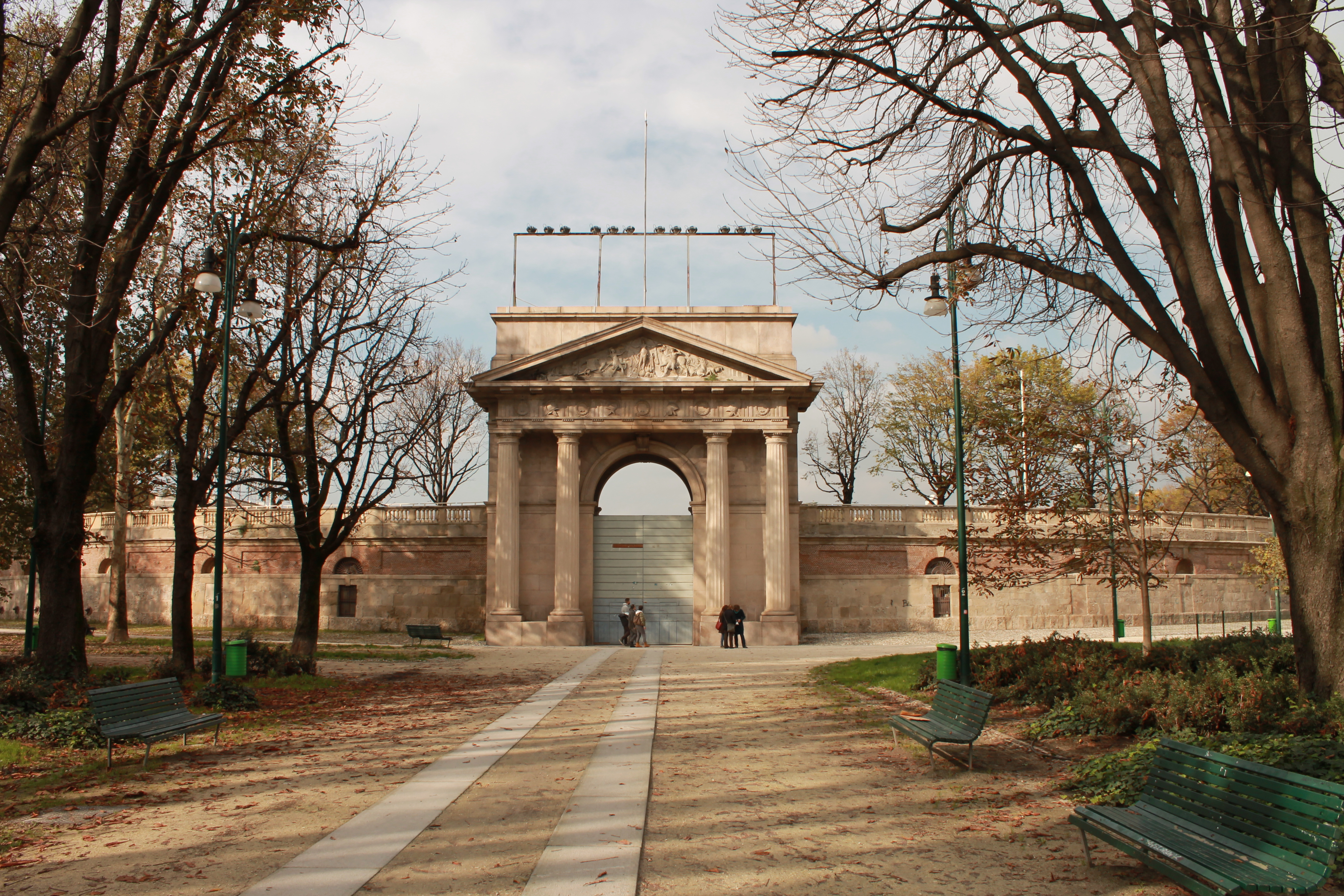
Der Triumphbogen